# Her Husband's Son
Her Husband's Son è un cortometraggio muto del 1915 diretto da Charles Brabin.

## Trama
Trama di Moving Picture World synopsis in (EN)  su IMDb

## Produzione
Il film fu prodotto dalla Edison Company.

## Distribuzione
Distribuito dalla General Film Company, il film - un cortometraggio in due bobine - uscì nelle sale cinematografiche USA il 19 febbraio 1915.